# 皮爾斯·摩根
皮爾斯·斯特凡·摩根（英語：Piers Morgan，1965年3月30日—），英國電視主持人、媒體人。曾擔任電視節目《英國達人》和的評審，2011年1月開始接替美國有線電視新聞網拉里·金每晚訪談節目。

## 早年生活
皮爾斯·摩根出生於薩里郡的一個村子裏，四個孩子中最小的一個，父親在他一歲時過世。

## 事業
哈羅學院新聞系畢業之後，進入「溫布頓新聞報」報社工作。後來受到太陽報主編凱爾文·麥克肯茲（Kelvin MacKenzie）的器重。1994年1月成為《世界新聞報》主編。1995年11月跳槽，成為《每日鏡報》主編，是英國史上最年輕的日報主編。2004年，摩根被指刊登伊拉克囚犯遭英軍士兵虐待的假照片，導致被解雇。
後經由他的朋友西蒙·高維爾的幫助，摩根成為英國達人秀和美國達人秀節目評委，成為電視名人。摩根將2011年1月正式接替拉里·金主持美國有線電視新聞網晚間訪談節目。
摩根是堅定的美國共和黨和川普支持者，與極端反川普的哈利波特作者JK羅琳為死對頭，兩人於公開場合和網路上互罵多次，其認為「像羅琳這種道德面高高在上、盛氣凌人，傲慢又激進的留歐／希拉蕊支持者，絕對是這兩場選戰他們會輸的原因」。
摩根喜愛足球，也是英超隊伍阿森納長期支持者，經常在自己的推特内發表評論。

## 外部連結
- 皮爾斯·摩根官方網站
- 皮爾斯·摩根的X（前Twitter）